# Prida
Prida là một chi nhện trong họ Oonopidae.